# Явление Грубера
Явление Грубера — математическая теорема, согласно которой большинство выпуклых поверхностей дифференцируемо, но не дважды дифференцируемо. 
Установлено австрийским математиком Петером Грубером в 1977 году.

## Формулировка
Для любого {\displaystyle n\geqslant 2} множество всех один раз дифференцируемых выпуклых поверхностей {\displaystyle n}-мерного евклидова пространства является множеством второй категории Бэра, а множество всех дважды дифференцируемых выпуклых поверхностей — множеством первой категории Бэра.